# Ca l'Alberg
Ca l'Alberg és una masia del terme municipal de l'Estany, a la comarca catalana del Moianès.
Està situada a l'extrem nord del Raval del Prat, a ran del límit municipal i del del veí terme de Moià. És al costat sud de Cal Rotllan, al nord de Cal Rei i a ponent de Cal Xipiró.